# 松村淳蔵
松村 淳蔵（まつむら じゅんぞう、1842年6月26日〈天保13年〉5月18日） - 1919年〈大正8年〉1月7日）は、日本の海軍軍人、華族。海軍中将従三位勲二等男爵。旧姓は市来。旧名は市来 政徳。変名は市村 勘十郎。

## 経歴
薩摩藩士、市来一兵衛の息子として生れる。1865年、薩摩藩第一次英国留学生として英国に渡り、2年後アメリカに移る。ロンドン大学、米国ラトガース大学で学び、1869年12月に横井佐平太とともにアナポリス海軍兵学校に入学し、1873年5月に卒業して、同年11月に帰国。
1873年12月、海軍中佐任官。海軍兵学寮出勤、英国出張、海軍省本省出勤を経て、1876年8月、海軍兵学校長となり、自ら学んだアナポリス兵学校の教育方式を導入した。その後も三度校長となり、海兵教育の発展に貢献した。
「筑波」艦長、「扶桑」艦長などを経て、1882年6月、海軍少将に進級。海兵校長、中艦隊司令官などを歴任し、1891年7月、海軍中将となり予備役に編入され、1905年11月10日に後備役となり、1910年11月10日に退役した。1887年5月24日、男爵の爵位を授爵し華族となった。
没後爵位は甥の松村政俊（旧名・市来勘兵衛、1867年生）が継いだ。政俊の妻イク（1874年生）は田尻稲次郎の兄・田尻惣一の長男・田尻逆 (1849年)の娘。その後、田尻稲次郎の三男・秋郷（1892年生）が政俊の娘婿となり家督を継いで松村政頴を名乗り、さらに山根一貫の次男（1903年生）が養子となり松村弘之として家督を継いだ。

## 墓所・霊廟・銅像
墓所は品川区の海晏寺の非公開墓域にある。

若き薩摩の群像

昭和57年（1982年）、鹿児島中央駅前東口広場に彫刻家の中村晋也が制作した薩摩藩英国留学生の像『若き薩摩の群像』の一人として銅像が建てられている。

## 栄典
位階
- 1886年（明治19年）10月28日 - 従四位[8]
- 1891年（明治24年）7月23日 - 従三位[9]

勲章
- 1891年（明治24年）9月25日 - 勲二等瑞宝章[10]